# TRIM21 ligasa
La proteína ligasa TRIM21, también conocida como E3 ubiquitina-proteína ligasa TRIM21 o como Ro52, es una proteína codificada por el gen TRIM21 encontrado en el cromosoma 11.  Pertenece a la familia Tripartite-Motif (TRIM) por los motivos tripartitos encontrados en su estructura. Actúa como una ligasa de ubiquitina marcando las proteínas que tienen que ser degradadas en los proteasomas. TRIM21 es conocida por su rol en la respuesta inmunitaria contra patógenos.

## Estructura

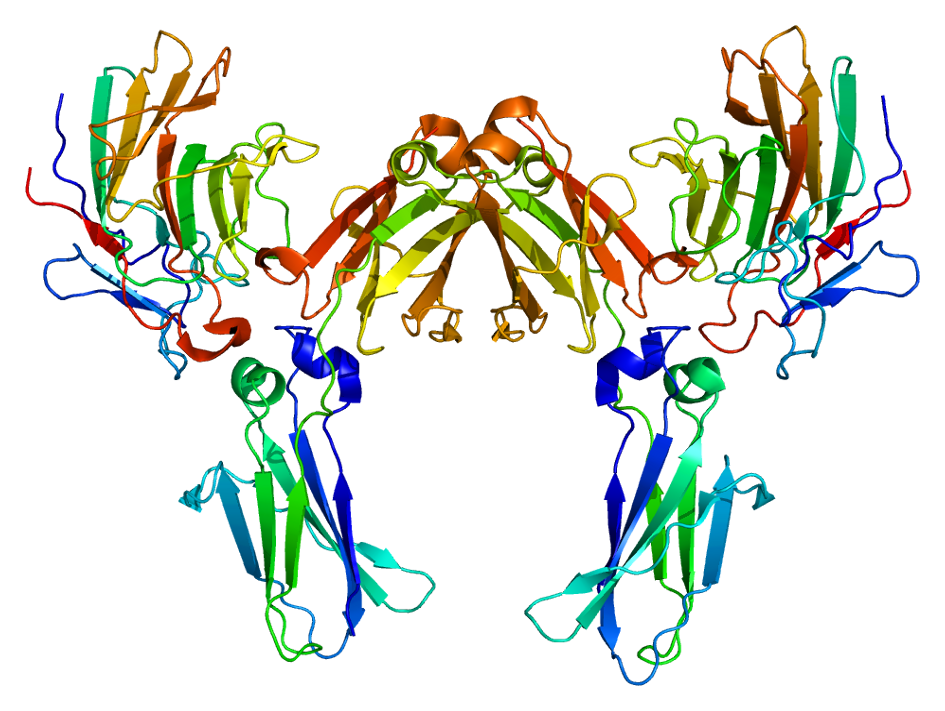
TRIM número 21 de motivos tripartitos.

La proteína TRIM21 es una ligasa de ubiquitina-proteína tipo E3, que desempeña un papel crucial en el sistema inmunitario. La estructura de TRIM21 está organizada en varios dominios proteicos funcionales específicos que facilitan su función de reconocimiento y señalización para la degradación de proteínas.
Primaria
Dominios:
RING-type: aminoácidos 16-55
B-box: aa 92-123
Coiled coil: aa 128-238
B30.2/SPRY: aa 268-465
- Dominio PRY/SPRY (también llamado B30.2): se encuentra en el extremo C-terminal, el dominio PRY/SPRY es el responsable de la unión a anticuerpos. Esta capacidad le permite que TRIM21 actuar como un receptor intracelular de anticuerpos, detectando patógenos envueltos de anticuerpos que han ingresado en la célula. Esta interacción es esencial para la activación de la respuesta inmunitaria mediada por TRIM21, que involucra la ubiquitinación de complejos patógeno-anticuerpo para su eliminación.[5] La estructura cuenta con varias secuencias de aminoácidos hélice alfa que envuelven a una lámina beta.[6]

- Dominio RING (Really Interesting New Gene), se encuentra en el extremo N-terminal de la proteína y su función principal es la actividad de ubiquitinación (edición covalente de ubiquitina a otras proteínas).[7]  Este dominio tiene una conformación de bucle estable, conocida como (finger fold). Su estabilidad proviene de la presencia de aminoácidos Cisteína e Histidina  que se unen a iones de Zinc creando una estructura tridimensional. Concretamente, es la unión de  una Histidina y dos Cisteínas a dos iones de Zinc la que da la rigidez al dominio.[8]

- Dominio B-box: participa en la estabilización estructural y en la especificidad de la unión con otras proteínas. Se relaciona con la regulación de la actividad de la TRIM21, facilitando su interacción con proteínas antivirales y otros componentes del sistema inmunitario.  El dominio B-box tiene una estructura parecida al dominio RING anteriormente mencionado. Aunque difiere en el patrón de Histidinas y Cisteínas, el resultado es también una estructura (finger fold).[9]

- Dominio Coiled-Coil: este dominio permite la dimerización y oligomerización de la proteína, lo cual es importante para su función. La capacidad de dimerización aumenta la estabilidad de TRIM21 y le facilita formar complejos funcionales en la célula. Este dominio también contribuye a la especificidad de sus interacciones con otras proteínas.[10] El dominio Coiled-Coil está compuesto por dominios hélice alfa que se unen entre ellos, mediante las cadenas laterales, formando una estructura helicoidal muy estable. Este dominio en su mayoría presenta secuencias repetidas de 7 residuos entre los cuales se encuentran algunos aminoácidos hidrofóbicos que permiten la interacción entre las diferentes hélices alfa.[11]

## Gen
El gen TRIM21 se ubica en el cromosoma 11, en su brazo corto p, concretamente en la banda 15 y la sub-banda 4; utilizando la notación internacional del locus, de manera resumida: 11p15.4.

## Función
El número EC es 2.3.2 (aminoaciltransferasas). 

La proteína Trim21 se describió en un primer momento como un autoantígeno en enfermedades reumáticas del sistema inmunitario, pero en los últimos años se ha descubierto que su función más importante forma parte del proceso de modificaciones post-traduccionales relacionadas con la degradación de las proteínas.

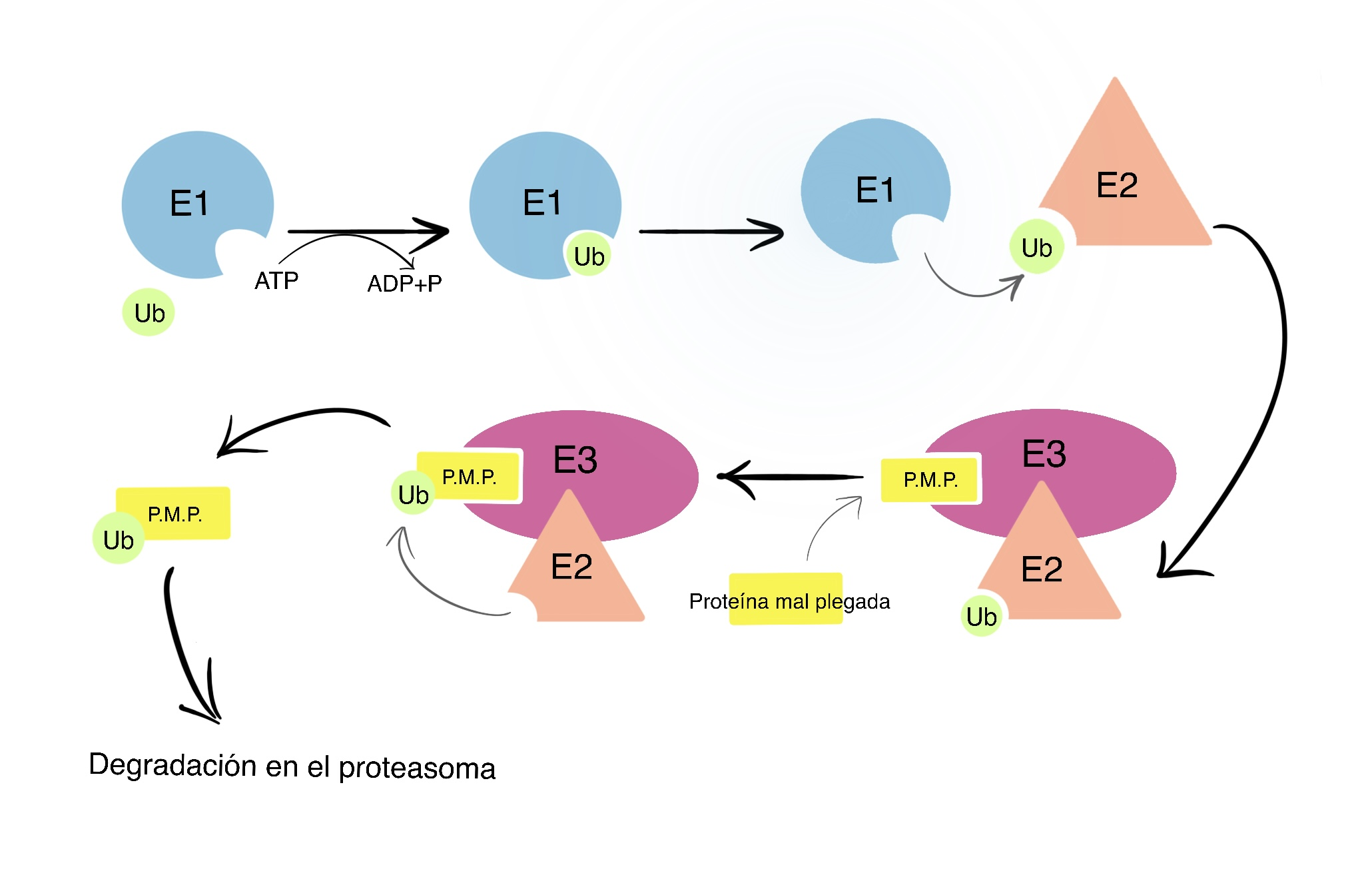
Proceso de ubiquitinación. Participación de TRIM21

Las ligasas de ubiquitina E3 seleccionan y marcan con ubicuitinas numerosas proteínas para alterar su localización celular.
En la modificación post-traduccional, cada modificación con ubicuitina depende de varios tipos de enzimas. La ubicuitina tiene que ser unida y activada con una enzima activadora de ubicuitina (E1) antes de ser unida covalentemente a la proteína diana (que tiene que ser enviada al proteasoma para ser degradada). Esto ocurre gracias a un enlace tioéster entre el extremo C-terminal de la Glicina residual de la ubicuitina y con la Cisteína residual del sitio activo de E1. Este enlace supone un gasto de 1 ATP. Seguidamente, la ubicuitina es transportada desde el sitio activo de E1 hasta una Cisteína residual de una enzima conjugadora de ubicuitina (E2). Finalmente, la E3 ubicuitina-proteína ligasa regula el transporte de la ubicuitina hasta el grupo amino de una Lisina residual de la proteína diana y los une. Así se mantiene la homeostasis en las células eucariotas.
Esta ubicuitinación se puede revertir, ya que la función de la proteína E3 ubicuitina-ligasa TRIM21 es reversible. Esto se debe a enzimas desubiquitinadoras que pueden quitar las ubicuitinas del sustrato.

## Expresión y localización de TRIM21
La proteína TRIM21 se expresa en mayor medida en células relacionadas con el sistema inmunitario, especialmente en:
- Células dendríticas: son un tipo de fagocitos o células presentadoras de antígeno presentes en tejidos como la piel que estimulan la respuesta inmunitaria, facilitando la eliminación de los patógenos.
- Células B y células plasmáticas: Las células B o también llamadas linfocitos B, cuyas precursoras son las células plasmáticas, son las principales creadoras de anticuerpos. En estas células la expresión de la TRIM21 ayuda a gestionar los complejos anticuerpo-antígeno en la respuesta inmunitaria humoral.
- Células T:. En las células T o también llamadas linfocitos T tienen una expresión menor de la proteína TRIM21 aunque también es significativa. Especialmente en aquellas células T que dan respuesta a infecciones virales.[16]

La localización de la proteína TRIM21 a nivel celular es simple. Principalmente se encuentra en el citoplasma. Esta ubicación la permite interceptar los complejos antígeno-anticuerpo, concretamente aquellos cuyo antígeno es un virus o una bacteria. Posibilitando la activación de la degradación de los antígenos a través del sistema ubiquitina-proteasoma.

## Participación en patologías
La proteína TRIM21 se correlaciona con muchas enfermedades autoinmunes. De hecho, la expresión anormal de TRIM21 puede inducir la formación de autoanticuerpos contra TRIM21, que se han detectado en al menos trece enfermedades autoinmunes, con frecuencias de detección en pacientes que varían del 5% al 95%. Entre estas enfermedades se encuentran el síndrome de Sjögren (SS), el lupus eritematoso sistémico (LES) o la miositis. Además, también se registró la presencia de anti-TRIM21 en pacientes con neoplasias malignas, varios procesos cancerosos, enfermedades infecciosas y neumonía intersticial idiopática. La prevalencia de enfermedad pulmonar intersticial y afectación cardíaca o hematológica en trastornos del tejido conectivo también están relacionadas con la presencia de autoanticuerpos TRIM21.

## Papel en la respuesta inmune
Algunos virus y bacterias tienen la capacidad de penetrar la membrana celular y entrar en el citosol incluso cuando han sufrido opsonización con anticuerpos. 
La proteína Trim21 en el citosol reconoce rápidamente estos patógenos e induce una respuesta efectora y de señalización sincronizada. 
En este punto, los virus sin envoltura opsonizados con anticuerpos se envían a un proteosoma para ser degradados y desencadenar una respuesta inmunitaria innata, mientras bacterias en complejo con anticuerpos impulsan la señalización inmunitaria innata y posiblemente la muerte mediante autofagia . 
Trim21 trata el desplazamiento del anticuerpo del entorno extracelular como un patrón molecular asociado a daño (en inglés DAMP),  diferenciándose tanto de otras proteínas antivirales de la familia TRIM, ya que estos generalmente reconocen al patógeno invasor directamente , como de otros sensores innatos, como los PAMPs ( patrones moleculares asociados a patógenos).

## TRIM21 contra el Alzheimer
Recientemente la proteína TRIM21 se ha utilizado en una nueva terapia contra la enfermedad de Alzheimer. Un equipo de científicos del Laboratorio de Biología Molecular del Consejo de Investigación Médica y el Instituto de Investigación de Demencia del Reino Unido en la Universidad de Cambridge ha demostrado que la proteína TRIM21 es capaz de destruir los agregados de Proteína tau, que son la base de la enfermedad de Alzheimer.
Los científicos descubrieron que al reemplazar los anticuerpos que normalmente se unen a los virus con anticuerpos que se unen a la proteína tau, podrían redirigir la proteína TRIM21 para transportar agregados de Proteína tau a un proteasoma, donde se destruyen. TRIM21 es especialmente adecuada para este propósito porque contiene el dominio “RING”, que se activa solo cuando dos o más proteínas TRIM21 se agrupan juntas. Esta terapia es particularmente ventajosa ya que permite eliminar sólo las proteínas tau dañadas, preservando las sanas y elimina los agregados de proteína tau ya presentes en el cerebro,además de prevenir su nueva formación.
Sin embargo, la eficacia de esta terapia para el cerebro humano aún no se ha demostrado, ya que sólo se ha utilizado en un modelo de ratón. En cualquier caso estos estudios podrían tener implicaciones importantes, también para terapias contra otras enfermedades asociadas a la acumulación de proteínas, como la enfermedad de Huntington, la enfermedad de la neurona motora y el Parkinson.

## Interacciones
La proteína E3 ubicuitina-proteína ligasa TRIM21, a través de todas sus diversas funciones establece numerosas interacciones. Las más destacables siendo las siguientes:
- Ubicuitina: En el proceso de ubiquitinación, la proteína TRIM21 interacciona con la ubicuitina al unirla al sustrato (proteína mal plegada).
- Otras proteínas: En el mismo proceso, esta enzima interacciona con la proteína E2 que también tiene una función enzimática y con su sustrato (la proteína mal plegada).[23] También, como se ha demostrado recientemente, la TRIM21 es capaz de interaccionar la proteína Tau, destruyendo los agregados de esta.[24]
- Virus y bacterias: Como mencionado anteriormente, la proteína TRIM21 está implicada en la respuesta inmune, reconociendo estos patógenos y reconduciéndolos hacia la vía de degradación.[25]

## Secuencia de aminácidos
La secuencia de aminoácidos que forman esta proteína es la siguiente:
MASAARLTMMWEEVTCPICLDPFVEPVSI-
GHSFCQECISQVGKGGGSVCPVCRQRFLLE-
C0KNLRPNRQLANMVNNLKEISQEAREGT-
ERCAVHGERLHLFCEKDGKALCWVCAQSRQ-
GKHRDHAMVPLEEAAQEYQEKLQVALGELR-
RKQELAEKLEVEIAIKRADWKKTVETQKS-
RIHAEFVQQKNFLVEEEQRQLQELEKDER-
EQLRILGEKEAKLAQQSQALQELISELDR-
RCHSSALELLQEVIIVLERSESWNLKDLD-
ITSPELRSVCHVPGLKKMLRTCAVHITLD-
PDTANPWLILSEDRRQVRLGDTQQSIPGN-
EERFDYPMVLGAQHFHSGKHYWEVDVTGK-
EAWDLGVCRDSVRRKGHFLLSSKSGFWTI-
WLWNKQKYEAGTYPQTPLHLQVPPCQVGI-
FLDYEAGMVSFYNITDHGSLIYSFSECAF-
TGPLRPFFSPGFNDGGKNTAPLTLCPLNI-
GSQGSTDY

## La superfamilia Tripartite-Motif (TRIM)
La superfamilia Tripartite-Motif (TRIM) incluye todas aquellas proteínas que contienen los motivos del dominio RING finger, B-box y coiled-coil (RBCC). Los miembros de esta familia participan en diversos procesos biológicos, incluidos el crecimiento, la diferenciación, la apoptosis y la transcripción, y también en enfermedades y oncogénesis.
Por ejemplo, la proteína TRIM17 contribuye al control preciso de la mitosis, de la transcripción dependiente de ZSCAN21 y NFATc3, de la autofagia selectiva y la apoptosis.
La proteína TRIM8 actúa como supresor de tumores en varios tipos de cánceres, desde el glioblastoma hasta el cáncer de mama. Además de la implicación del cáncer, TRIM8 tiene un papel fundamental en varios procesos patológicos relacionados con el sistema inmunológico. Se han detectado también mutaciones en su gen en diversos trastornos genéticos: encefalopatía epiléptica infantil y síndrome de esclerosis glomerular focal y segmentaria.
Otro miembro de la superfamilia, la proteína TRIM22, restringe el VIH-1 favoreciendo el mantenimiento de un estado de latencia proviral y reprimiendo su transcripción. Además, la proteína interfiere con la liberación de partículas en la vía de ubiquitinación. Finalmente, TRIM22 también actúa como factor de restricción de muchos otros virus, tanto de ARN como de ADN.
Continuando, enfermedades genéticas raras, que implican sistemas neurológicos y neuromusculares, pueden ser causadas por mutaciones de pérdida de función en TRIM32.   
Mitsugumin 5 (MG53), otro miembro de la familia TRIM (también conocido como TRIM72), se expresa principalmente en tejidos musculares y dentro de las células, y ,a través de su oligomerización dependiente de redox, MG53/TRIM72 es capaz de reparar membranas en sitios de lesión facilitando la fusión de vesículas que se translocan.